# Hister bruchi
Hister bruchi är en skalbaggsart som beskrevs av Lewis 1907. Hister bruchi ingår i släktet Hister och familjen stumpbaggar. Inga underarter finns listade i Catalogue of Life.